# Pythonaster pacificus
Pythonaster pacificus är en sjöstjärneart som beskrevs av Paul O. Downey 1979. Pythonaster pacificus ingår i släktet Pythonaster och familjen Myxasteridae. Inga underarter finns listade i Catalogue of Life.